# ラグノオささき
株式会社ラグノオささきは、青森県弘前市に本社を置く菓子製造販売会社。

## 概要
社名の由来は、「酪農」の津軽弁訛りであると誤解されることが多いが、実際はエドモン・ロスタン作の戯曲「シラノ・ド・ベルジュラック」に登場する菓子職人の名前、ラグノー（ラグノオ）から。主に北東北地区のスーパーやショッピングセンターを中心に洋菓子店『ラグノオ』を展開。更に東北地区のお土産として、道の駅やお土産売り場にも商品を卸している。直近では東北のみならず全国・海外へ向けて商品を展開。
また、弘前市にはラグノオの商品を一堂に集めた『ラグノオ弘前百石町本店』を運営している。

## 沿革・受賞歴
- 1884年 - 弘前市百石町に「和菓子さゝき」創業。
- 1954年 - 株式会社ささきを設立。店名を「銘菓のささき」とする。
- 1958年 - 洋菓子店「ラグノオ」を開店。
- 1969年 - 「株式会社ラグノオささき」と商号変更。
- 1992年（平成4年）- 食品産業優良企業等表彰「食品流通局賞」受賞
- 1993年（平成5年）- 東奥日報広告賞 銅賞受賞
- 1995年（平成7年）- 社団法人中小企業研究センター賞「特別奨励賞」受賞
- 1997年（平成9年）- 青森県産業技術開発推進協議会 「産学官共同開発奨励賞」受賞
- 2002年（平成14年）- 第24回 全国菓子大博覧会 金賞受賞 -「気になるリンゴ」
- 2005年（平成17年）～ 2007年（平成19年）- モンドセレクション3年連続金賞受賞 -「パティシエのりんごスティック」
- 2008年（平成20年）- 第25回 全国菓子大博覧会 金賞受賞 -「旅さち」
- 2013年（平成25年）- 第26回 全国菓子大博覧会 金賞受賞 -「パティシエのりんごスティック」「森ショコラ」「いのちアップル」
- 2017年（平成29年）- 第27回 全国菓子大博覧会 金賞受賞
  - 同年 - 『青森りんご勲章』 - 青森りんごおよびりんご加工品の認知度やイメージ向上への寄与について[2][3]

## 工場
- 本社工場（弘前市大字向外瀬字豊田215）
- 境関工場（弘前市大字境関1丁目3-1）
- 相馬工場（弘前市大字湯口字一ノ安田66-1）
- 名取工場（宮城県名取市愛島台1-2-2）

## 主な商品

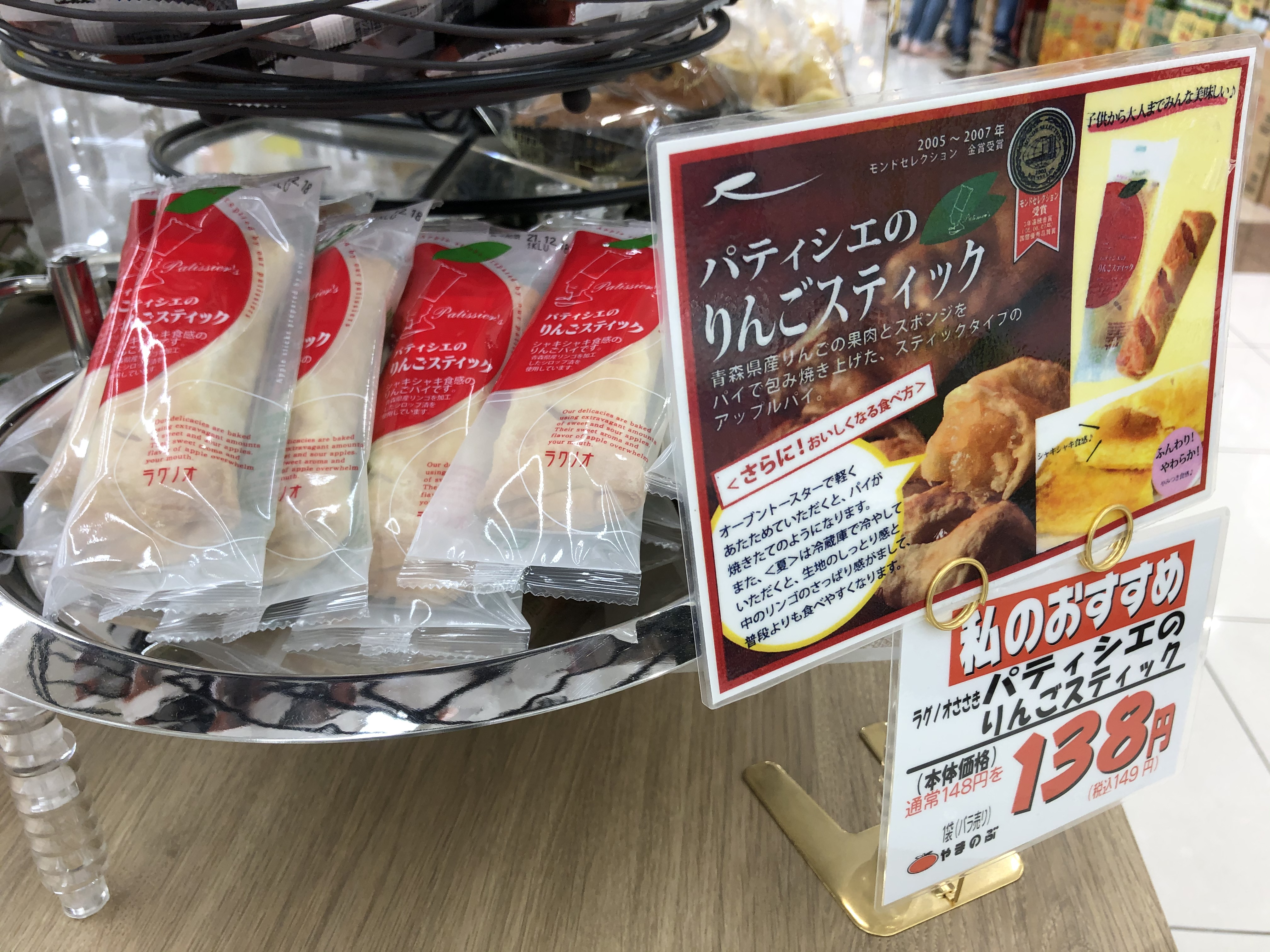
パティシエのりんごスティック

- いのち[4] - カスタードクリーム入りのスポンジケーキ。りんご味のほか抹茶味があり、季節限定の味も販売されている。津軽地方を舞台とした同名の大河ドラマに因んで命名された。
- パティシエのりんごスティック[5] - スポンジ生地にりんごを乗せ、パイ生地で包んだスティックタイプのアップルパイ。
- 気になるリンゴ[6] - シロップ漬けのりんごを包んで焼き上げたアップルパイ。水曜どうでしょうの対決列島で青森対決に使用されたこともある。
- つまんでリンゴ[7] - チョコレートに包まれたりんごのグラッセ。
- 茶屋の餅[8] - くるみ入りのきなこ餅。
- ポロショコラ[9] - しっとり濃厚に焼き上げたチョコレートケーキ。
- ショコラろまん[10] - チョコレートに青森県産米である「つがるロマン」の米粉を練りこみ焼き上げたスティックケーキ。